# James Hickey (homme politique irlandais)
Pour les articles homonymes, voir James Hickey (homonymie).
James Hickey (v. 1886 - 7 juin 1966) est un homme politique irlandais. Il est membre du Parti travailliste et de manière éphémère le Parti travailliste national. Il exerce quatre mandats en tant que lord-maire de Cork.

## Biographie
Hickey est un enfant dans une famille de douze enfants et est originaire de Ballinagar, Mallow, dans le comté de Cork. Formé à Rahan NS, il déménage à Cork en 1913, à l'âge de 27 ans et trouve un emploi d'abord avec la Cork Steam Packet Company et plus tard avec John Daly and Company, alors fabricants de Tanora. Il rejoint le Parti travailliste à cette époque et devient un responsable syndical. En 1931, il épouse Eileen Kiernan, avec qui il eut quatre enfants.
Hickey se présente pour la première fois au Dáil (parlement) aux élections générales de 1937 pour la circonscription de Cork Borough, mais rate de peu son élection. Il a plus de succès aux élections générales de 1938, renversant Richard Anthony, un ancien député travailliste qui a quitté le parti dans les années 1920 et siégeait en tant qu'indépendant.
Hickey fait la une des journaux internationaux en février 1939, lorsque, en tant que lord-maire de Cork, il refuse de donner une réception civique au capitaine et à l'équipage du navire de guerre allemand SMS Schlesien qui est en "visite de courtoisie" dans le port de Cork battant pavillon nazi, malgré la neutralité irlandaise. Le Schlesien est un cuirassé de 13 000 tonnes de la Première Guerre mondiale. Le raisonnement de Hickey pour refuser de divertir l'équipage allemand est considéré comme un affront par les médias allemands à l'occasion de la mort du pape Pie XI quelque temps plus tôt. Hickey a dit, "l'insulte faite au monde catholique à la mort du pape, lorsque la presse allemande responsable a qualifié notre Saint-Père d'aventurier politique".
Hickey perd son siège aux élections générales de 1943.
Hickey est l'un des six membres éminents qui quittent le parti travailliste en 1944 pour former le Parti national du travail, et c'est en tant que candidat du Parti national du travail qu'il est défait aux élections générales de 1944. Il est réélu aux élections de 1948 en tant que candidat travailliste national, et après que la scission du parti travailliste est finie, il est réélu au Dáil pour la dernière fois aux élections générales de 1951.
Après sa défaite aux élections générales de 1954, il se présente sans succès aux élections du Seanad Éireann(sénat). Il est ensuite nommé au 8e Seanad par le Taoiseach John A. Costello.
Il est le premier président de la branche de Cork de la Croix-Rouge irlandaise. Il décède à son domicile de St. Luke's Cross, à Cork et est enterré au cimetière de Rahan.